# Shaobo Hu
Shaobo Hu (kinesiska: 邵伯湖) är en sjö i Kina. Den ligger i provinsen Jiangsu, i den östra delen av landet, omkring 86 kilometer nordost om provinshuvudstaden Nanjing. Shaobo Hu ligger 2 meter över havet.
Genomsnittlig årsnederbörd är 1 294 millimeter. Den regnigaste månaden är juli, med i genomsnitt 289 mm nederbörd, och den torraste är december, med 30 mm nederbörd.